# Renán Fuentealba Moena
Tulio Renán Fuentealba Moena (Talcahuano, 19 de abril de 1917-Coquimbo, 1 de octubre de 2021) fue un abogado y político chileno, miembro del Partido Demócrata Cristiano (PDC), del cual fungió como su presidente en varias ocasiones. Se desempeñó como regidor de la comuna de Illapel entre 1947 y 1950; diputado de la República en representación de la 4ª Agrupación Departamental durante dos periodos consecutivos, en el periodo legislativo 1957-1965; senador de la República en representación de la 8ª Agrupación Provincial entre 1965 y 1973; y por último, intendente de la Región de Coquimbo entre 1990 y 2001, durante los gobiernos de los presidentes Patricio Aylwin, Eduardo Frei Ruiz-Tagle y Ricardo Lagos.

## Familia y estudios
Nació el 19 de abril de 1917, en Talcahuano, hijo de Octavio Fuentealba y Rosa Orfelina Moena.
Sus estudios primarios y secundarios los realizó en el Liceo de Tomé y en el Seminario Conciliar de Concepción.  Luego, prosiguió con los estudios superiores en la Universidad de Concepción y más adelante ingresó a la Universidad de Chile, donde se licenció en ciencias jurídicas y sociales con la tesis: Accionariado obrero. Juró como abogado ante la Corte Suprema el 28 de abril de 1943.
En 1947, se casó con Doris del Carmen Vildósola Maldonado (quien falleció en 2009), y con quien fue padre de tres hijos: Javier, Carmen Cecilia y el exdiputado del Partido Demócrata Cristiano, Francisco Renán.

## Trayectoria profesional
En los años 1940 y 1950, ejerció libremente su profesión de abogado, prestando asesoría jurídica a grupos de campesinos y trabajadores, labor que ejerció en las ciudades de Illapel, Antofagasta y, finalmente, La Serena. Se desempeñó además como profesor del Colegio San Luis de Antofagasta, del Colegio Seminario Conciliar de La Serena y del Liceo de Illapel.
Durante su exilio político, ejerció la docencia en la Facultad de Derecho de la Universidad de Costa Rica, y fue asesor del Ministerio de Economía y Comercio de ese país. En Venezuela, por otra parte, fue asesor del Ministerio de Energía, Minas y Combustibles.

## Carrera política

### Falange Nacional y diputado
Hacia 1935, una vez finalizada las humanidades en el Seminario, ingresó a la Falange Nacional (FN), en ese entonces parte del Partido Conservador, inspirado en políticos como Bernardo Leighton e Ignacio Palma.
En 1938, fue uno de los fundadores de la FN como partido político, y en 1943 fue elegido presidente nacional de la Juventud Falangista. En el periodo universitario se vinculó con Eduardo Frei Montalva, quien, por aquel entonces, se desempeñaba como profesor de Derecho del Trabajo en la Pontificia Universidad Católica (PUC). Luego fue su jefe de campaña en Illapel en las elecciones parlamentarias de 1949, donde Frei resultó electo como senador por Atacama y Coquimbo.
Entre 1947 y 1950 fue elegido como regidor de Illapel. En las elecciones parlamentarias de 1957, fue electo como diputado por la Cuarta Agrupación Departamental (correspondiente a los departamentos de La Serena, Coquimbo, Elqui, Ovalle, Combarbalá e Illapel), para el periodo legislativo 1957-1961. Durante el periodo integró varias comisiones; la Comisión Permanente de Hacienda, la de Constitución, Legislación y Justicia, y la de Educación Pública.

### Fundador del PDC y senador
El 28 de julio de 1957, fue uno de los fundadores del Partido Demócrata Cristiano (PDC). En las elecciones parlamentarias de 1961, fue reelecto en su cargo de diputado por la misma Agrupación Departamental anterior, para el periodo 1961-1965.
Asumió por primera vez la presidencia del PDC el 28 de octubre de 1961. Entre 1963 y 1965, volvería a ser designado en el cargo de máxima autoridad partidaria.
En las elecciones parlamentarias de marzo de 1965, fue electo como senador con la primera mayoría nacional por la Octava Agrupación Provincial (correspondiente a las provincias de Bío-Bío, Malleco y Cautín), para el periodo 1965-1973. En esa ocasión, integró la comisión permanente de Agricultura y Colonización. Entre las mociones presentadas que llegaron a ser ley, durante su desempeño parlamentario, está la Ley N°14.569, de 29 de mayo de 1961, sobre liberación de derechos a la internación de especies para la reparación de la Ilustre Municipalidad de la Serena; y la Ley N°17.488, de 14 de noviembre de 1971, sobre nueva denominación de la Escuela Superior de Hombres N°5 de Santiago, como Irene Frei de Cid.
Paralelamente, en mayo de 1965, en el ejercicio de su cargo, participó en las reuniones de la Comisión Económica para América Latina (CEPAL) en México y, en 1965 y 1966, el gobierno del presidente Eduardo Frei Montalva lo designó como chairman (presidente) de la delegación de Chile ante las Naciones Unidas (ONU).
Entre diciembre de 1971 y mayo de 1973, en pleno gobierno del presidente socialista Salvador Allende, ejerció nuevamente la presidencia de su partido. En este contexto se conformó una alianza con el Partido Nacional (PN) denominada Confederación de la Democracia y se ubicó en la oposición al gobierno de la oficialista Unidad Popular (UP). Volvió a ser reelecto como senador en las elecciones parlamentarias de marzo de 1973, periodo legislativo 1973-1981. Fue senador reemplazante en la comisión permanente de Relaciones Exteriores.
Sin embargo, el golpe de Estado del 11 de septiembre de 1973, puso término anticipado a su periodo como parlamentario, pues el Decreto Ley n° 27, del 21 de septiembre de ese año, disolvió el Congreso Nacional y declaró cesadas las funciones parlamentarias a contar de la fecha.

### «Grupo de los 13» y exilio

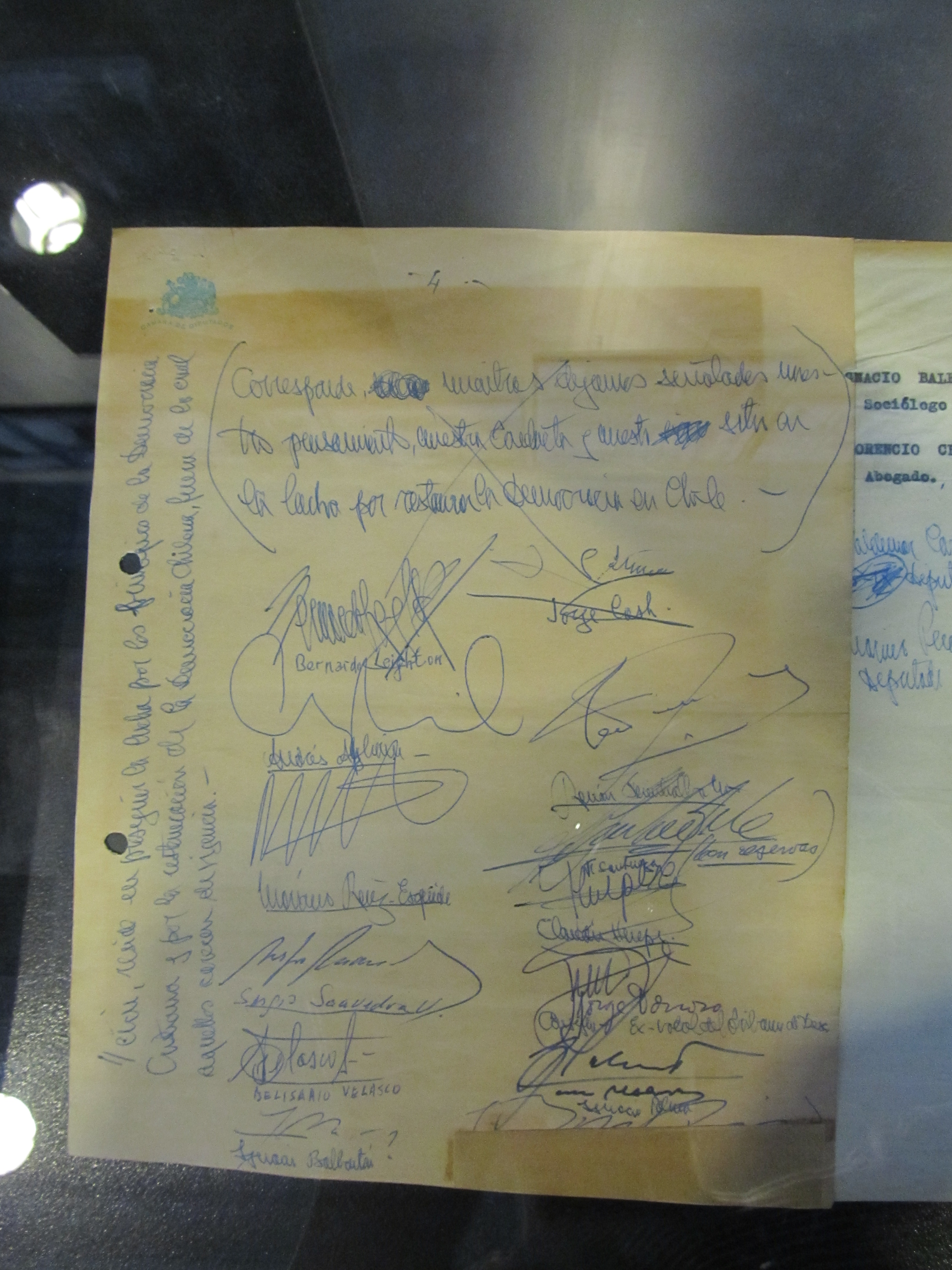
Original de la Declaración de los 13, expuesto en el Museo de la Memoria y los Derechos Humanos, en Santiago de Chile.

Tras el golpe militar, fue uno de los pocos dirigentes demócrata cristianos que se manifestaron abiertamente contra el derrocamiento de Allende, firmando la conocida Declaración de los 13 o «Grupo de los Trece», que asigna las responsabilidades justas de los hechos de la época, a cada uno de los sectores políticos, y reclama la pronta vuelta a la democracia. Marcando distancia con la postura oficial de su partido que, a la sazón, dirigía Patricio Aylwin.

Los hechos que hoy lamentamos señalan que sólo en libertad, sustentada por la mayoría del pueblo y no por minorías excluyentes, se puede aspirar a la transformación humanista y democrática de Chile que constituye nuestra meta y fortalece nuestra voluntad.

Su oposición a la dictadura militar del general Augusto Pinochet le significó su expulsión de Chile, situación que se concretó el 26 de noviembre de 1974. Vivió su exilio principalmente en Costa Rica y Venezuela, donde estableció relaciones con grupos de izquierda, participando por ejemplo en la Reunión de Colonia Tovar en julio de 1975.
Volvió a Chile en 1983, colaborando en la reconstrucción de su partido y en la conformación de la Alianza Democrática, coalición de partidos de centroizquierda que buscaba una salida institucional a la dictadura.

### Transición a la democracia
Luego de participar en el triunfo del «No» en el plebiscito nacional de 1988, en 1990 asumió la Intendencia de la Región de Coquimbo, manteniéndose en el cargo durante casi 12 años, en los gobiernos de Patricio Aylwin (1990-1994), Eduardo Frei Ruiz-Tagle (1994-2000) –ambos demócratacristianos– y Ricardo Lagos (2000-2001), del Partido por la Democracia (PPD). Ese año, fue designado presidente del directorio de la Empresa de Servicios Sanitarios Coquimbo S.A., y en 2002, como director de la Empresa Portuaria de Coquimbo.
Posteriormente, se desempeñó como jefe de la Dirección de Asesoría Jurídica en la Municipalidad de La Serena, entre 2003 y 2012 y en la Municipalidad de Coquimbo, en el mismo cargo, entre 2013 y 2014.
Falleció en la comuna de Coquimbo, el 1 de octubre de 2021, a la edad de 104 años, aquejado de problemas de salud. El gobierno presidido por Sebastián Piñera decretó duelo oficial por un día en la Región de Coquimbo.

## Reconocimientos

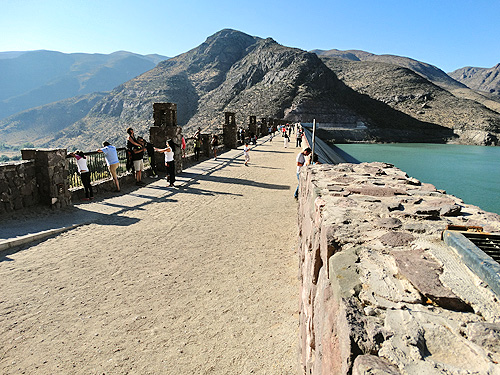
Embalse Puclaro «Intendente Renán Fuentealba Moena», construido entre 1996 y 1999, mientras Fuentealba era intendente de la Región de Coquimbo.

El 26 de noviembre de 1999, el presidente Eduardo Frei Ruiz-Tagle, designó al Embalse Puclaro, ubicado en la Región de Coquimbo, con el nombre de «Embalse Puclaro Intendente Renán Fuentealba Moena», por ser el principal impulsor y colaborador en la realización de la obra mencionada.
El 14 de enero de 2002, el presidente Ricardo Lagos le otorgó la Condecoración Servicios Meritorios a la República en el grado de Gran Oficial, Gran Estrella de Oro, para testimoniar su extensa y fructífera labor «en pos de los valores democráticos, de los derechos de las personas y de la preservación y respeto del Estado de Derecho».
En 2016, recibió las distinciones: «Eduardo Frei Montalva» de la Fundación Frei, y «Patricio Aylwin Azócar», del Partido Demócrata Cristiano, por su adhesión y vida consecuente con los valores y principios del humanismo cristiano.
En 2017, con motivo de sus 100 años de vida, recibió distintos homenajes, entre ellos, del Consejo de Desarrollo Regional de Coquimbo y la directiva regional y nacional del Partido Demócrata Cristiano.
El 26 de octubre de 2018, la Universidad de La Serena le otorgó el grado académico de doctor honoris causa, por su contribución al desarrollo de la Región de Coquimbo y del país.

## Historial electoral

### Elecciones parlamentarias de 1965
- Elecciones parlamentarias de 1965, candidato a senador por la Octava Agrupación Provincial de Bío-Bío, Malleco y Cautín (Fuente: Dirección del Registro Electoral, Domingo 7 de marzo de 1965)

### Elecciones parlamentarias de 1973
- Elecciones parlamentarias de 1973, candidato a senador por la Octava Agrupación Provincial de Bío-Bío, Malleco y Cautín Período 1973-1981 (Fuente: Dirección del Registro Electoral, Domingo 6 de marzo de 1973)